# 貝希夫 (基輔州)
50°16′2″N 29°52′54″E / 50.26722°N 29.88167°E

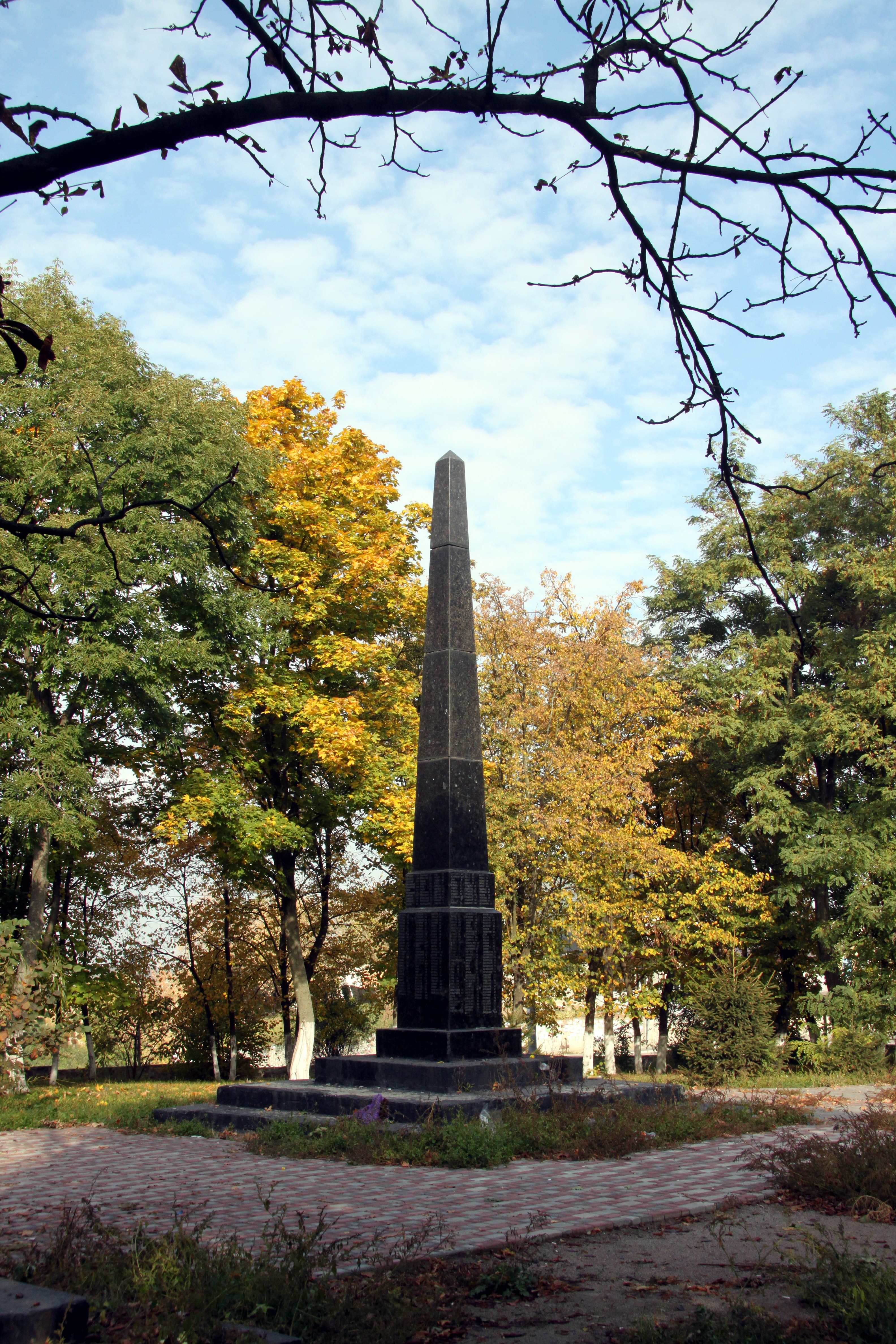

贝希夫（羅馬化：Byshiv）是位於烏克蘭北部的村莊，由基辅州法斯蒂夫區的貝希夫市鎮負責管轄，並為該市鎮的行政中心。該村處於盧帕河畔，始建於1499年，面積1.094平方公里，海拔高度172米。